# Виборгско-Петрозаводска операция
Виборгско-Петрозаводската операция от 10 юни до 9 август 1944 година е военна операция в района на градовете Виборг и Петрозаводск в Карелия по време на Съветско-финландската война, част от Втората световна война.
Тя започва с настъпление на Съветския съюз срещу разположените непосредствено на север от Ленинград отбранителни линии на Финландия, която по-късно получава ограничени подкрепления от Германия. Въпреки численото си превъзходство, след известни първоначални успехи, включително завземането на Виборг и част от източна Карелия, съветските войски са спрени от финландците. Това дава възможност на Финландия малко по-късно да сключи примирие с тежки териториални и финансови условия, но избягвайки съветска окупация.